# Serrat dels Rocs (l'Estany)

El Serrat dels Rocs, respecte del terme de l'Estany

El Serrat dels Rocs és un serrat del terme municipal de l'Estany, a la comarca del Moianès.
Està situat en el sector sud-occidental del terme estanyenc, on s'estén de nord-nord-est a sud-sud-oest. És un contrafort meridional del Serrat de Puigmartre, a migdia de la Bassa de la Frau i del Pla de l'Àliga. És a l'esquerra del torrent del Gomis i a la dreta del Riu Sec. Queda a llevant de la Frau i a ponent de les ruïnes de la masia del Masot.